# Euroschinus elegans
Espèce
Euroschinus elegans est une espèce de plantes de la famille des Anacardiaceae. Elle est endémique de Nouvelle-Calédonie.

## Systématique
Le nom correct complet (avec auteur) de ce taxon est Euroschinus elegans Engl..